# Futur de l'Indicatiu (català)
El Futur de l'Indicatiu en català és un temps verbal que representa el temps que no ha tingut lloc i que tampoc s'està esdevenint. És a dir, s'empra per a expressar accions futures, hipotètiques o verídiques. Això vol dir que l'acció encara no ha tingut lloc, simplement tindrà, però en el temps en què es parla encara no s'ha esdevingut. Tampoc implica que l'acció sigui certa. En efecte, el futur pot expressar accions properes amb un valor verídic o bé amb un valor imaginari, hipotètic o condicional.

## Els valors del futur
En català, la base del futur de l'Indicatiu és força simple i només té un valor. En efecte, es fa servir el futur per a expressar accions que no han tingut lloc en el passat i tampoc en el present o, senzillament, no s'estan esdevenint, sinó que tindran lloc en un futur, més o menys proper, més o menys verídic.
Demà aniré a comprar pa.
S'entén que l'ús del futur és, de fet, per a veritats generals.
Barcelona serà sempre Barcelona
Ara bé, a banda de l'usatge general, el futur pot admetre freqüentment diversos valors.
- Futur associat a una condició

Es pot emprar per a suposicions. La suposició pren més força quan s'expressa en futur que en mode condicional, ja que l'acció pren validesa de certesa, concreció. Per donar-hi aquest valor, però, cal emprar conjuncions de subordinació temporals o completives (ex.: si, quan…)
Si guanyo la loteria, compraré una casa gran en mig de l'oceà (futur)
Si guanyés la loteria, compraria una casa gran en mig de l'oceà (condicional)
- Futur amb valor d'imperatiu

El futur també pot expressar un ordre si el locutor pretén donar-hi valor d'obligació. En efecte, els imperatius poden produir-se en temps present com en temps futur. En aquest cas, s'utilitza el futur de l'Indicatiu.
Netejareu els pinzells per demà! 
- Futur d'atenuació

També es pot utilitzar el futur per a atenuar un ordre. És a dir, implícitament es pot utilitzar el futur per a obtenir una acció desitjada per part de l'interlocutor. En aquest sentit, pot considerar-se un futur de cortesia, però no expressa exactament aquesta intenció.
Us demanaré que no fumeu.
- Futur històric

Tot i que els texts històrics no haurien de considerar el futur com a forma d'expressió és força comú l'ús del futur dins d'un text històric. En aquest cas el futur serveix per a descriure una acció que no va tenir lloc en el moment en què passava, però que acabarà esdevenint.
Amb la caiguda de Barcelona el 1714, Andorra es protegirà dels Decrets de Nova Planta gràcies al Manual Digest
- Futur condicional

Finalment el futur pot tenir expressió de condició. Expressa una probabilitat, un desig esperat, una hipòtesi anunciada.
-Qui deu estar trucant?
-Serà ta mare!

## Formació del Futur

### Els pronoms personals
Els morfemes de persona són els que relacionen el verb amb una persona gramatical, generalment representada pels pronoms personals que l'acompanyen.
Ell canvia de texans tots els dies.
En català, els pronoms personals o morfemes de persona no són necessaris perquè la flexió verbal ja indica el gènere i el nombre. Per aquest motiu se solen elidir ben sovint, en llengua parlada com escrita. Tot i això, en cas de necessitar posar èmfasi o donar més rellevància a la persona gramatical, hom acostuma a no dispensar-los.
Jo jugo piano totes les tardes. -> Jugo piano totes les tardes. 
Ella té classes de piano totes les tardes. -> Té classes de piano totes les tardes.
Els pronoms personals en català són els següents:
| Pronom personal | Persona | Nombre   |
| --------------- | ------- | -------- |
| Jo              | 1a      | singular |
| Tu              | 2a      | singular |
| Ell / Ella      | 3a      | singular |
| Nosaltres       | 1a      | plural   |
| Vosaltres       | 2a      | plural   |
| Ells / Elles    | 3a      | plural   |

En particular, la segona persona, en català, posseeix tres graus de tractament els quals fan variar el verb. A la pràctica, és a dir, en llengua parlada, els tractaments no formals són d'ús molt recurrent i habitual mentre que es dona preferència a les formes formals en l'escrit. I encara dins la llengua escrita, s'acostuma a prioritzar en administració les formes en "vós" perquè permet no distingir el gènere.
| Pronom personal | Verb                    | Exemple                                                         |
| --------------- | ----------------------- | --------------------------------------------------------------- |
| Tu              | 2a singular             | Portes un jersei nou!                                           |
| Vostè / Vostès  | 3a singular / 3a plural | Faci'm el favor... / Ens podrien confirmar la seua assistència? |
| Vós             | 2a plural               | Ompliu els requadres en blanc amb la forma correcta             |

### Les conjugacions
El català és una llengua flexionada de forma que els verbs presenten un lexema verbal (o arrel) que expressa el contingut lèxic del verb i es repeteix en totes les formes dels verbs regulars. Els morfemes verbals, en canvi, presenten variació, ja que expressen, en una mateixa desinència, el nombre, la persona, el temps i el mode.
| Verb        | Lexema verbal | Morfema verbal |
| ----------- | ------------- | -------------- |
| estudio     | estudi-       | -o             |
| descobreixo | descobr-      | -eixo          |
| perdo       | perd-         | -o             |

En conseqüència, els verbs es conjuguen en funció de les seves conjugacions o morfemes verbals d'arrel.
- Verbs acabats en -AR (1a conjugació)
- Verbs acabats en -ER o -RE (2a conjugació)
- Verbs acabats en -IR (3a conjugació)

Els verbs de la tercera conjugació poden ser purs o incoatius. Els verbs purs són els que segueixen el model regular de conjugació mentre que els incoatius afegeixen l'increment -eix o -ix segons la variant dialectal entre el lexema verbal i la terminació de la primera, segona i tercera persones del singular i la tercera del plural.
Obro la porta (pur)
Floreixen les flors del jardí (incoatiu)
Finalment, els verbs dur i dir són considerats verb de la segona conjugació, és a dir, es conjuguen segons el model regular de la segona conjugació, tot i presentar lexemes verbals irregulars.

### Construcció del Futur
El futur no presenta pràcticament cap irregularitat (llevat d'escriure, viure, haver i els verbs acabats en -dre i -ndre). Per formar-lo només cal afegir la derivació a la base gramatical en infinitiu.
| Persona      | 1a conj. -AR | 2a conj. -RE o -ER | 3a conj. (purs i incoatius) |
| ------------ | ------------ | ------------------ | --------------------------- |
| Jo           | -aré         | -ré                | -iré                        |
| Tu           | -aràs        | -ràs               | -iràs                       |
| Ell / Ella   | -arà         | -arà               | -irà                        |
| Nosaltres    | -arem        | -rem               | -irem                       |
| Vosaltres    | -areu        | -reu               | -ireu                       |
| Ells / Elles | -aran        | -ran               | -iran                       |